# Macaduma recurva
Macaduma recurva är en fjärilsart som beskrevs av Rothschild 1916. Macaduma recurva ingår i släktet Macaduma och familjen björnspinnare. Inga underarter finns listade i Catalogue of Life.